# Mittelgroße Zwerghamster
Die Mittelgroßen Zwerghamster (Allocricetulus) bilden eine Gattung der Hamster mit den Arten Eversmann-Zwerghamster und Mongolischer Zwerghamster. Einige Systematiker ordnen sie den Grauen Zwerghamstern zu. Sie sind in den trockenen Steppen Eurasiens verbreitet und fossil ab dem Pleistozän bekannt. Die Weltnaturschutzunion IUCN stuft sie als nicht gefährdet ein.

## Körpermerkmale
Die Kopf-Rumpf-Länge der Mittelgroßen Zwerghamster beträgt 8,5
bis 16,0 Zentimeter.
Der Schwanz ist im Gegensatz zu dem der Grauen Zwerghamster so lang wie die Hinterpfoten oder lediglich etwas länger und seine Länge beträgt nicht mehr als ein Fünftel der Körperlänge. Von der dicht behaarten Schwanzwurzel reichen einzelne Grannenhaare die halbe Schwanzlänge nach hinten
und lassen den Schwanz kegelförmig erscheinen.
Die Schnauze ist spitz, jedoch weniger als bei den Rattenartigen Zwerghamstern. Die Ohrmuscheln sind vergleichsweise kurz, ohne helle Umrandung und gleichmäßig mit dünnen Haaren bedeckt.
Die Sohlen der Mittelgroßen Zwerghamster sind im Gegensatz zu denen der Kurzschwanz-Zwerghamster gewöhnlich nicht von Fell bedeckt oder spärlich behaart. Die ausgeprägten Ballen können jedoch im Winter in der Sohlenbehaarung versteckt sein.
An der Vorderpfote hat die Kralle der ersten Zehe häufig die Form eines Nagels und die fünfte Zehe ist vergleichsweise stark verkürzt. Das Fell der Oberseite ist eintönig graubraun bis rötlich-sandfarben.
Anders als bei den Kurzschwanz-Zwerghamstern ist es meist deutlich vom Weiß der Unterseite abgegrenzt.
Ist ein Brustfleck vorhanden, ist dieser nicht schwarz.
Das Winterfell unterscheidet sich farblich nicht vom Sommerfell.

### Schädel
Im Bau des Schädels ähneln die Mittelgroßen Zwerghamster sehr den Großhamstern
und sie nehmen eine mittlere Stellung zwischen den Grauen Zwerghamstern und den Mittelhamstern ein.
Der nahezu kreisrunde Hirnschädel ist runder als bei den Grauen Zwerghamstern, die Schnauze ist kürzer und die Spannweite zwischen den Jochbögen ist größer.
Die Jochbögen sind dünn,
abgerundet und verlaufen lediglich im mittleren Teil mehr oder weniger parallel zueinander. Die Nasenbeine sind keilförmig mit einem stark nach außen gewölbten Vorderteil und einer ausgeprägten Vertiefung entlang der Nasenbeinnaht. Bei älteren Hamstern ist diese Vertiefung stärker ausgeprägt und setzt sich bis zum Stirnbein sowie entlang der Augenhöhlen fort.
Statt der bei den Grauen Zwerghamstern lediglich angedeuteten Höcker weisen ältere Mittelgroße Zwerghamster über den Augenhöhlen zwischen dem Stirnbein und dem in der Länge verschiedenen, vorderen Fortsatz des Scheitelbeins ausgeprägte Knochenhöcker auf.
Knochenleisten zwischen Stirn- und Scheitelbein sind im Gegensatz zu den Großhamstern nicht vorhanden oder sie sind schwach ausgeprägt und nähern sich entlang der Kranznaht nicht einander an.
Am äußeren Rand des Scheitelbeins befinden sich abgerundete Leisten, die von den Augenhöhlen bis zum Hinterhauptbein reichen. Wie bei den Rattenartigen Zwerghamstern nähern sich diese in der Mitte ebenfalls nicht einander an und geben dem Schädel seine kantige Form. Das Zwischenscheitelbein ist sichelförmig.
Mit einer Breite, die mindestens dem 2-fachen seiner Länge entspricht, ist es vergleichsweise kürzer als das der Großhamster. Die Ursprungsfläche des Massetermuskels am Oberkieferknochen ist, im Vergleich zur gleichen Fläche bei den Großhamstern, insbesondere oben weniger nach innen gewinkelt und ihre Vorderwand bedeckt in der Regel nicht das Unteraugenloch. Mit weniger als 40 Millimetern Länge ist die Condylobasallänge kürzer als bei den Großhamstern.
Die Paukenblasen sind größer als die der Grauen Zwerghamstern und die Flügelgruben des Keilbeins sind etwas schmaler.
Sie erstrecken sich nach vorne bis zur Höhe des letzten Backenzahns.
Die Äste des Unterkiefers sind stärker ausgeprägt als bei den Rattenartigen Zwerghamstern, steiler nach oben gekrümmt und die hintere Spitze reicht gewöhnlich bis zur Höhe des Gelenkkopfes zurück. Die Erhöhung der Zahnfächer liegt meist auf der Höhe des Einschnitts zwischen Muskel- und Gelenkfortsatz.
Anders als bei den Großhamstern ist sie ausgeprägt und reicht bei älteren Hamstern bis zur Höhe der Oberkante des Gelenkfortsatzes zurück.
Die Vertiefung entlang der Außenseite des Unterkieferastes ist ausgeprägt.

### Gebiss
Die unteren Schneidezähne der Mittelgroßen Zwerghamster sind kräftig und steil nach oben gebogen.
Die paarigen Zahnhöcker der vorderen oberen Backenzähne liegen wie bei den Grauen Zwerghamstern einander gegenüber. Die des ersten unteren Backenzahns liegen einander ebenfalls gegenüber, jedoch befinden sich zwischen den Zahnhöckern, abgesehen von den mittleren Zahnhöckern einer europäischen Art, keine geschlossenen Vertiefungen. Beim zweiten unteren Backenzahn sind die Zahnhöcker gegeneinander versetzt. Die kleinen, etwa gleich großen vorderen Zahnhöcker des ersten oberen Backenzahns sind deutlich vom nächsten Paar getrennt und vergleichsweise stark nach außen verlagert. Die vorderen Zahnhöcker des ersten unteren Backenzahns sind ebenfalls etwa gleich groß, jedoch kaum voneinander getrennt.
Die „Kragen“ am ersten und zweiten oberen Backenzahn sind schwach ausgeprägt. Beim zweiten Backenzahn sind der innere und der äußere Kragen etwa gleich groß, beim dritten ist der innere Kragen häufig nicht vorhanden. Der dritte obere Backenzahn ist etwa halb so lang wie der zweite und der dritte untere Backenzahn ist etwa drei Viertel so lang wie der zweite.

### Körperskelett
Im Bau der Gliedmaßen und des Kreuzbeins nehmen die Mittelgroßen Zwerghamster eine mittlere Stellung zwischen den Grauen Zwerghamstern und den Mittelhamstern ein. Kennzeichnend ist das Vorhandensein eines oben leicht abgeflachten, sich deutlich abhebenden Knochenhöckers am Darmbein. Der Oberschenkelknochen besitzt einen langen Schenkelhals sowie einen vergrößerten Kleinen Rollhügel, dessen unterer Rand sich deutlich vom Knochenschaft abhebt. Die Elle ist vergleichsweise kurz mit, im Vergleich zu Großhamstern, langen oberen und unteren Enden und einem wenig ausgeprägten, abgeflachten Schaft.

### Genetik
Laut Romanenko und Mitarbeitern unterscheidet sich der angenommene ursprüngliche Karyotyp der Mittelgroßen Zwerghamster mit 32 Chromosomen durch eine Zentromerfission sowie vier Zentromerfusionen vom angenommenen ursprünglichen Karyotyp der Cricetus-Gruppe.

## Lebensweise
Der Lebensraum der Mittelgroßen Zwerghamster ist das pflanzengeografische eurasische Steppengebiet der Paläarktis, außerhalb dessen sie nicht oder fast nicht anzutreffen sind.
Der Mongolische Zwerghamster, sowie vermutlich der Eversmann-Zwerghamster, ist nicht an bestimmte Biotope oder Biotopgruppen gebunden und kommt in geringer Anzahl geradezu überall vor.
Mittelgroße Zwerghamster ziehen es vor, die Baue anderer Nagetiere sowie Hasenartiger oder Unterschlupfe wie Rasenschollen gepflügter Felder zu bewohnen. Ihr selbstgegrabener Bau ähnelt dem des Campbell-Zwerghamsters.
Sie ernähren sich von den Samen von Gräsern sowie in beträchtlichen Mengen von tierischer Nahrung und werden als „wahre Raubtiere“ bezeichnet. Während der Fortpflanzungsperiode, die schon vor dem Schmelzen des Schnees beginnt, bringen die Weibchen drei bis vier Würfe zur Welt. In der zweiten Sommerhälfte sind bereits die Weibchen aus dem ersten Wurf an der Fortpflanzung beteiligt.

## Verbreitung und Stammesgeschichte
Das Verbreitungsgebiet der Mittelgroßen Zwerghamster sind die Trockensteppen und Halbwüsten des nördlichen Kasachstans und des angrenzenden Russlands östlich der Wolga sowie die Mongolei und der Norden Chinas.
Die einzelnen Arten entstanden wahrscheinlich während des Pleistozäns entlang der sich aufgrund von klimatischen Bedingungen nach Westen ausbreitenden Steppen, wobei das Sajangebirge und der Altai als geografische Barrieren wirkten und die allopatrische Artbildung ermöglichten. Molekulargenetische Untersuchungen sprechen für einen Ursprung der Mittelgroßen Zwerghamster im Pliozän.
Fossilfunde sind jedoch erst aus dem Mittelpleistozän bekannt. Sie stehen den spätpliozänen Allocricetus aus Europa nahe oder sind mit diesen identisch. Bis ins Holozän verlagerte sich die westliche Grenze des Verbreitungsgebiets der Mittelgroßen Zwerghamster von der Dobrudscha in Rumänien weiter nach Osten. Dies ist eine typische Entwicklung für Vertreter der Wolga-Fauna.

## Nomenklatur und Systematik
A. I. Argiropulo beschrieb die Mittelgroßen Zwerghamster 1932 als Untergattung Allocricetulus der Gattung Cricetulus mit der Typusart Cricetulus (Allocricetulus) eversmanni.
Der Name leitet sich von altgriechisch allos (αλλος, „fremdartig“) und dem Gattungsnamen Cricetulus ab.
Einige Systematiker bestätigten den Status als Untergattung
(Ellerman, 1941;
Ellerman und Morrison-Scott, 1951;
Ellerman, 1961)
und weitere ordneten die Mittelgroßen Zwerghamster der Gattung Cricetulus zu
(Simpson, 1945;
Walker, 1975;
Corbet, 1978;
Corbet und Hill, 1980;
Honacki und Mitarbeiter, 1982;
Nowak und Paradiso, 1983;
Corbet und Hill, 1986;
Grzimek, 1988;
Corbet und Hill, 1991;
Nowak, 1991).
Igor Michailowitsch Gromow führte sie 1963 als eigenständige Gattung,
eine Sichtweise, der immer mehr Systematiker folgen
(Flint, 1966;
Piechocki, 1969;
Gromow und Baranowa, 1981;
Pawlinow und Rossolimo, 1987;
Musser und Carleton, 1993;
Gromow und Jerbajewa, 1995;
Pawlinow und Mitarbeiter, 1995;
McKenna und Bell, 1997;
Pawlinow und Rossolimo, 1998;
Nowak, 1999;
Pawlinow, 2003;
Wang, 2003;
Musser und Carleton, 2005;
Smith und Hoffmann, 2008).
Molekulargenetische Untersuchungen von mitochondrialen Cytochrom b- und 12S-rRNA-Genen sowie des nukleären vWF-Gens bestätigen den Status als eigenständige Gattung und die enge Verwandtschaft mit dem Feldhamster sowie in geringerem Maße mit dem Grauen Zwerghamster und dem Rattenartigen Zwerghamster.
Untersuchungen der Chromosomen lassen dagegen eine nähere Verwandtschaft mit dem Sokolow-Zwerghamster vermuten.
In ihrer Empfindlichkeit und Anfälligkeit gegenüber Infektionen wie der Tularämie unterscheiden sich die Mittelgroßen Zwerghamster wesentlich von anderen Zwerghamstern sowie untereinander.
Sie werden meist in zwei rezente Arten unterteilt:
- den Eversmann-Zwerghamster (Allocricetulus eversmanni) im nördlichen Kasachstan und dem angrenzenden Russland sowie
- den Mongolischen Zwerghamster (Allocricetulus curtatus) in der Mongolei und dem nördlichen China.

Einige Systematiker ordnen den Mongolischen Zwerghamster als Unterart dem Eversmann-Zwerghamster zu.
Die beiden Formen unterscheiden sich in den Körpermerkmalen nur geringfügig voneinander und es gibt Populationen mit Übergangsmerkmalen im aneinandergrenzenden Verbreitungsgebiet. Die Unterschiede im Chromosomensatz und die daraus ersichtliche genetische Isolierung deuten jedoch auf die Eigenständigkeit als Arten.

## Mittelgroße Zwerghamster und Mensch
Die wirtschaftliche Bedeutung der Mittelgroßen Zwerghamster für den Menschen ist gering und ihre Bedeutung für Epidemien ist unzureichend erforscht.
Sie sind in ländlichen Gebäuden und Behausungen wie Jurten, Lagerschuppen und zeitweise verlassenen Winterlagern anzutreffen.
Als deutsche Trivialnamen werden „Mittelgroße Zwerghamster“
(Honigs, 2005;
Fox, 2006)
und „Mongolische Zwerghamster“
(Macdonald, 2004) verwendet.
Sehr selten werden sie in menschlicher Obhut gehalten.